# Bima Sakti
Bima Sakti Tukiman (né le 23 janvier 1976 à Balikpapan en Indonésie) est un joueur de football international indonésien, qui évolue au poste de milieu de terrain. À la fin de sa carrière, il se reconvertit entraîneur et est actuellement le sélectionneur de l'équipe d'Indonésie des moins de 16 ans.

## Biographie

### Carrière en sélection
Avec l'équipe d'Indonésie, il joue 58 matchs (pour 12 buts inscrits) entre 1995 et 2001.
Il figure dans le groupe des sélectionnés lors des coupes d'Asie des nations de 1996 et de 2000.
Il joue également 12 matchs comptant pour les tours préliminaires des coupes du monde 1998 et 2002.